# The Spanish Main
The Spanish Main is een Amerikaanse piratenfilm uit (1945) van Frank Borzage. Het verhaal is geschreven door Aeneas MacKenzie en uitgebracht door RKO Pictures. De film ging in de Verenigde staten op 10 september 1945 in première, met in de hoofdrollen Paul Henreid, Maureen O'Hara, Walter Slezak en Binnie Barnes.

## Verhaal
De Nederlandse kapitein Laurent van Horn (Henreid) is gestrand voor de kust van de Spaanse stad Cartagena. Hij wordt dan opgepakt en tot de strop veroordeeld, hij weet echter samen met wat bemanningsleden te ontsnappen, en ze weten ook Francisca Alvarado (O'Hara) mee te nemen. Deze is onderweg om uitgehuwelijkt te worden aan een corrupte gouverneur (Slezak). Francisca en van Horn weten het steeds beter met elkaar te vinden en onderweg verslaan ze corrupte piraten en belangrijke personen.

## Rolverdeling
| Acteur         | Personage          |
| -------------- | ------------------ |
| Maureen O'Hara | Francisca Alvarado |
| Paul Henreid   | Laurent Van Horn   |
| Walter Slezak  | Don Alvarado       |
| Binnie Barnes  | Anne Bonny         |
| John Emery     | Du Billar          |
| Barton MacLane | Capt. Black        |